# Rose Clarková

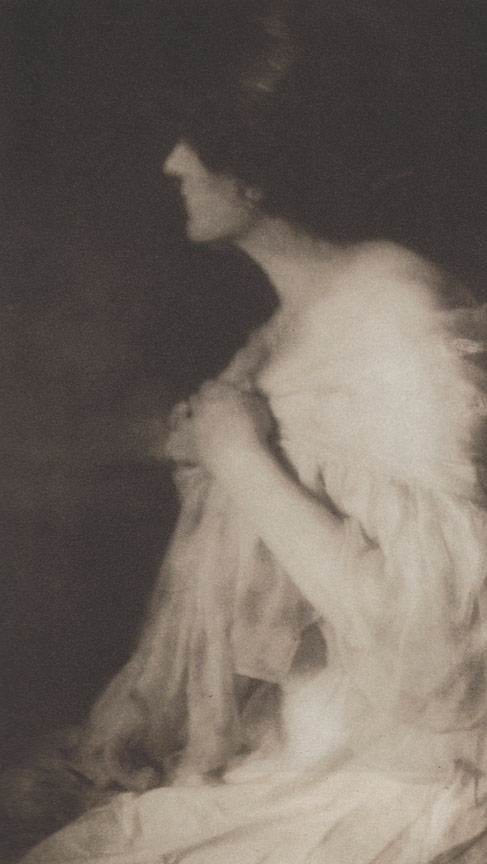
Rose Clarková a Elizabeth Flint Wade: Miss M., of Washington, fotogravura publikovaná v Camera Notes, Vol 4 č. 4, 1901

Rose Clarková (nepřechýleně Clark; 1852 La Porte – 28. listopadu 1942 Buffalo) byla americká piktorialistická malířka a fotografka aktivní na počátku 20. století. Je nejznámější svými fotografiemi, které vystavovala s Elizabeth Flint Wadeovou pod společnými jmény, buď jako „Rose Clark a Elizabeth Flint Wade“ nebo jako „Slečny Clark a Wade“ (Misses Clark and Wade).

## Život
Harriet Candace „Rose” Clarková se narodila v roce 1852 ve městě La Port v Indianě. Věnovala se malování a kreslení, které učila v 80. letech 19. století na škole Saint Margaret v Buffalu. Jednou z jejích studentek byla například patronka umění Mabel Dodge Luhan, pro kterou později projektovala úpravy její vily v italské Florencii.
Začátkem 90. let začala být aktivní jako fotografka a pracovala samostatně až do roku 1898. Někdy na konci 90. let se setkala s Wadeovou a jejich spolupráce trvala dvanáct let. Kolem roku 1900 si začala dopisovat s Alfredem Stieglitzem, který ji povzbuzoval a dával jí cenné rady z oblasti umění. Stieglitz ji v roce 1902 zařadil ve svém článku v časopise Century Magazine, spolu s Gertrudou Käsebierovou, Evou Watson-Schützeovou nebo Mary Devensovou, mezi deset nejvýznamnějších amerických piktorialistických fotografek tehdejší doby.
Clarková se zřejmě naučila fotografické umění od Käsebierové, později v životě řekla, že Käsebierové vděčí „za své úspěchy s fotoaparátem”.
V roce 1920 se odstěhovala z Buffala, kde nabízela portréty a další malby za značné sumy (až 2 000 dolarů za celkový portrét). Do Buffala se vrátila v roce 1926.
Clarková se nikdy nevdala a o jejím soukromém životě je toho známo jen velmi málo. Zemřela v Buffalu 28. listopadu 1942 a byla pohřbena v La Porte. Nekrolog byl zaměřen na její práci jako malířka a neuvádí nic o fotografii.

## Slečny Clarková a Wade
Z důvodů, které nebyly nikdy vysvětleny, začaly v roce 1899 Clarková a Wade vystavovat a publikovat fotografie pod svými společnými jmény. Po mnoho let se předpokládalo, že Clarková byla umělec, která komponovala a snímala všechny fotografie a Wade měla na starosti technickou stránku věci jako vyvolání a tisk.
Clarková se o tomto zmínila v dopise Stieglitzovi v roce 1900: „Paní Wade je velmi váhavá – a ve snaze dostat fotografie, které jste chtěl… Budu ji muset nabádat každý den.” Nicméně v dopise Frances Benjamin Johnstonové ve stejném roce Clarková psala: „Jak slečna Wadeová tak já používáme fotoaparáty možná více než deset let, ale teprve před dvěma lety jsme začali portrétovat komerčně”.
Koncepce umělec/technik v jejich partnerství také mohl vyplývat ze skutečnosti, že Clarková měla několik samostatných výstav, zatímco Wadeová vystavovala pod svým vlastním jménem jen velmi málo. Existují však náznaky, že se Wadeová podílela nejen na technické stránce věci, ale prováděla také řadu estetických rozhodnutí. Zjevně se zajímala také o estetiku, napsala několik vlastních článků, ve kterých se věnovala poradenství v oblasti uměleckého směru. Řadu článků napsaly autorky společně.
Clarková a Wadeová vystavovaly poprvé v roce 1899 pod společným jménem na výstavách v umělecké společnosti Buffalo Society of Artists a New York Camera Club. V příštích deseti letech jejich fotografie získávaly ocenění na velkých výstavách po celém světě, včetně Art Institute of Chicago, Pennsylvania Academy of Fine Arts, Photo Club de Paris, Pan-American Exposition, Corcoran Gallery of Art nebo Louisiana Purchase Exposition.
V roce 1902 Stieglitz zařadil snímek Clarkové a Wadeové do druhé série národního portfolia Americké piktorialistické fotografie. Portfolio bylo vytištěno v limitované edici 150 kopií a myšlenkou bylo ukázat jen ty nejlepší fotografie vybírané náročným Stieglitzem.
Jejich spolupráce skončila zřejmě kolem roku 1910. Důvod zrušení jejich společného úsilí není znám, i když to mohlo být způsobeno zhoršením zdravotního stavu Wadeové, která zemřela o pět let později.